# 캘리포니아 리그
캘리포니아 리그(California League)는 1941년 창설된 미국 캘리포니아지역의 싱글 A 어드밴스드 야구 리그이다. 총 10팀으로 이루어져 있으며 2개의 디비전으로 운영된다.

## 팀
| 디비전 | 팀                           | MLB 팀                              | 연고지                      | 홈구장                     |
| ------ | ---------------------------- | ----------------------------------- | --------------------------- | -------------------------- |
| 노스   | 베이커즈필드 블레이즈        | 시애틀 매리너스                     | 베이커즈필드, 캘리포니아    | 샘 린 볼파크               |
| 노스   | 모데스토 넛츠                | 콜로라도 로키스                     | 모데스토, 캘리포니아        | 존 터먼 필드               |
| 노스   | 새너제이 자이언츠            | 샌프란시스코 자이언츠               | 새너제이, 캘리포니아        | 새너제이 뮤니시펄 스타디움 |
| 노스   | 스톡턴 포츠                  | 오클랜드 어슬레틱스                 | 스톡턴, 캘리포니아          | 배너 아일랜드 볼파크       |
| 노스   | 비살리아 로하이드            | 애리조나 다이아몬드백스             | 비살리아, 캘리포니아        | 레크리에이션 파크          |
| 사우스 | 하이데저트 매버릭스          | 텍사스 레인저스                     | 아델란토, 캘리포니아        | 스타터 브라더스 스타디움   |
| 사우스 | 인랜드 엠파이어 식스티식서스 | 로스앤젤레스 에인절스 오브 애너하임 | 샌버너디노, 캘리포니아      | 샌 메뉴얼 스타디움         |
| 사우스 | 레이크 엘시노어 스톰         | 샌디에이고 파드리스                 | 레이크 엘시노어, 캘리포니아 | 레이크 엘시노어 다이아몬드 |
| 사우스 | 랭커스터 제트호크스          | 휴스턴 애스트로스                   | 랭커스터, 캘리포니아        | 더 행거                    |
| 사우스 | 랜초 쿠카몽가 퀘이크스       | 로스앤젤레스 다저스                 | 랜초 쿠카몽가, 캘리포니아   | 더 에피센터                |